# Милювка (гмина)
Милювка (пол. Milówka) — сельская гмина (волость) в Польше, входит как административная единица в Живецкий повет, Силезское воеводство. Население — 9926 человек (на 2004 год). Административный центр — деревня Милювка.

## Фотографии

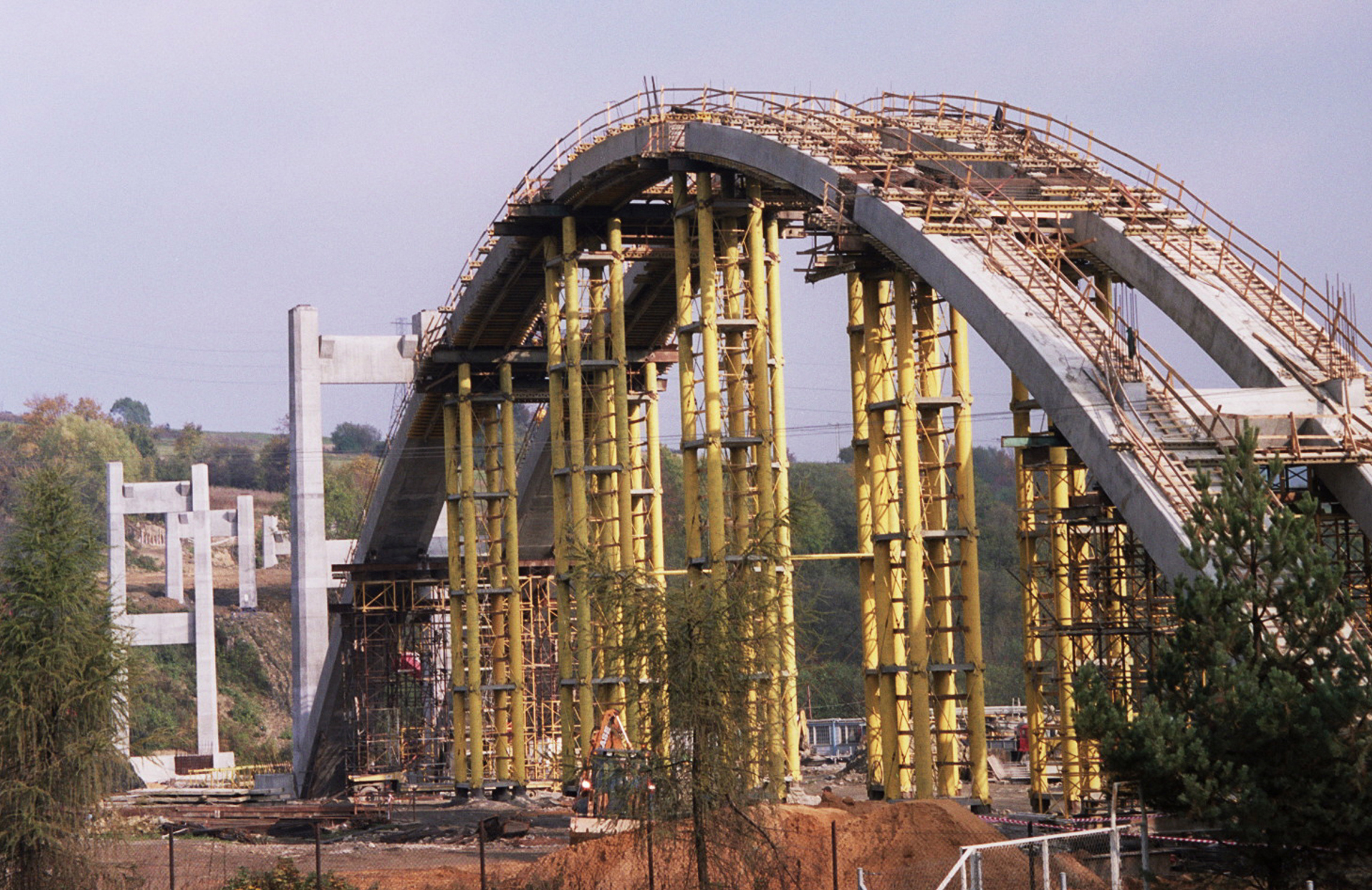
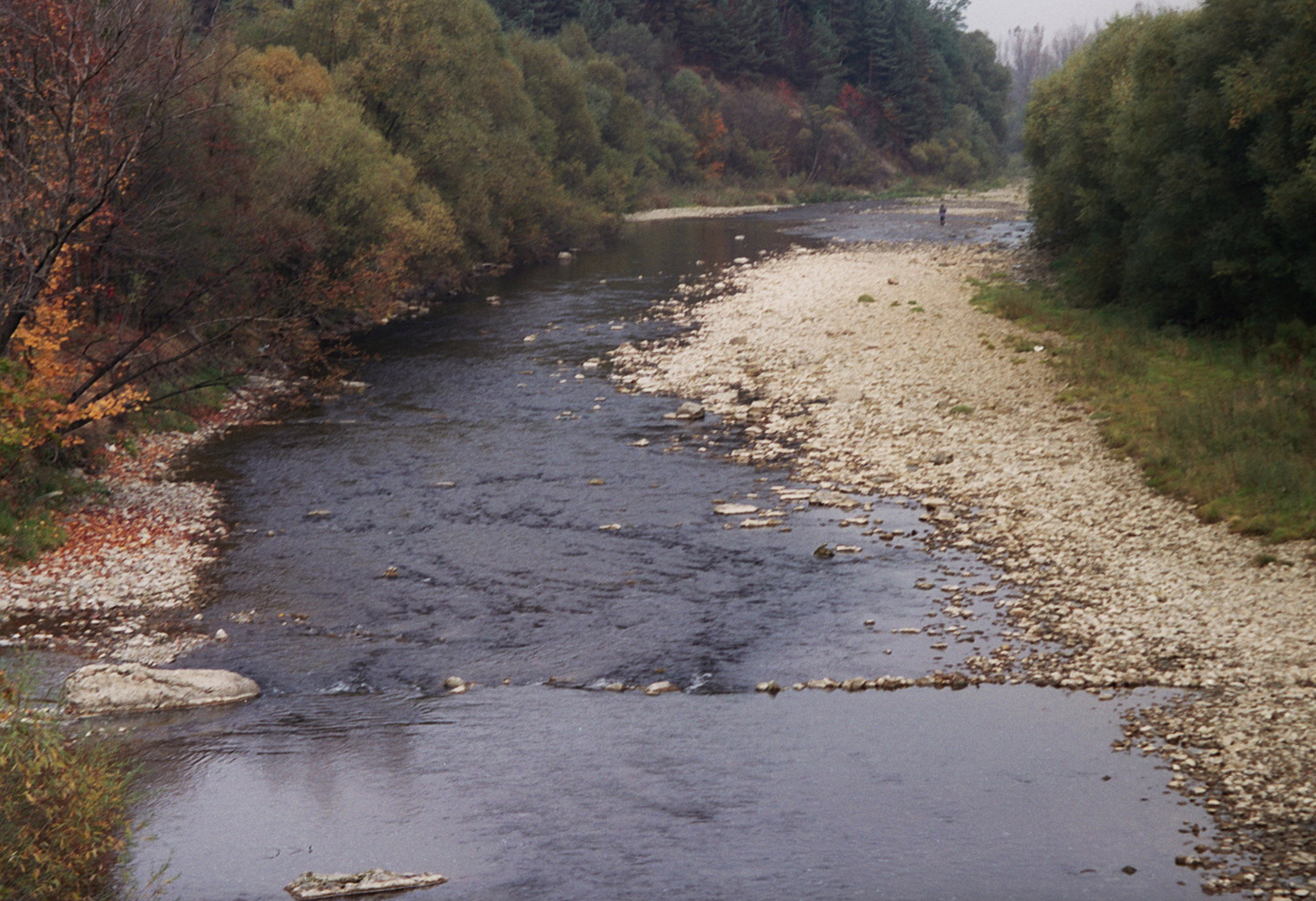
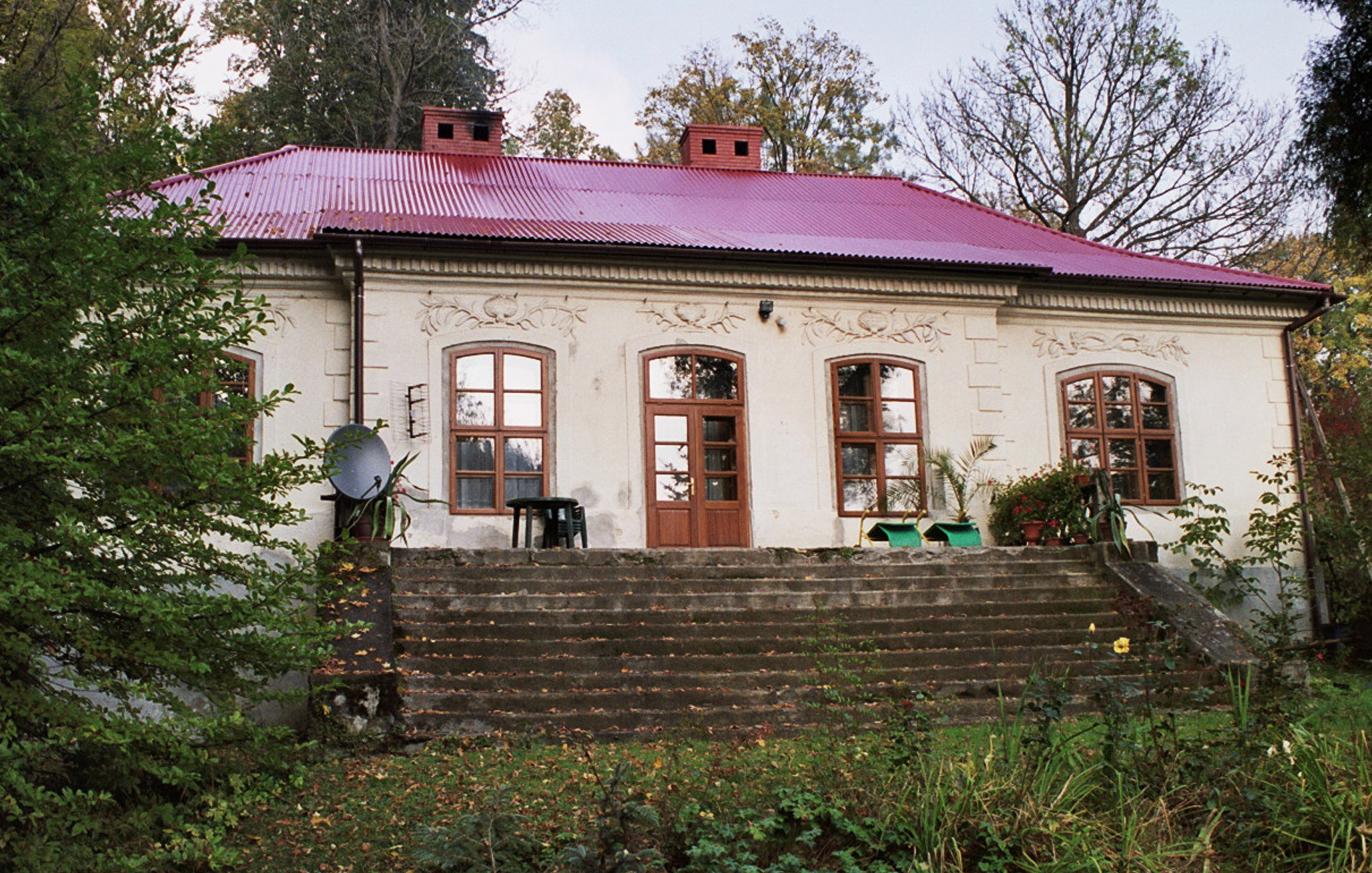

## Соседние гмины
1. Гмина Истебна
2. Гмина Радзеховы-Вепш
3. Гмина Райча
4. Гмина Уйсолы
5. Гмина Венгерска-Гурка
6. Висла